# Gabriel Duc
Gabriel Duc (* 18. Januar 1932; † 27. Januar 2021) war ein Schweizer Kinderarzt und Professor für Neonatologie.

## Ausbildung und Berufstätigkeit
Nach seiner Ausbildung in der Schweiz und in New York, wo er unter William Silverman arbeitete, übernahm er ab 1978 die Leitung der Neonatologie-Station am Universitätsspital Zürich.  Er leistete wichtige Beiträge im Bereich der Forschung und Etablierung der Neonatologie als Spezialgebiet der Kinderheilkunde und erreichte dadurch internationale Anerkennung. Einer Berufung in die USA ist er nicht gefolgt und leitete bis zu seinem Übertritt in den Ruhestand im Jahre 1997 die Kinderklinik und Neonatologie in Zürich.

## Weiterführende Literatur
- Publikationen bei Researchgate: https://www.researchgate.net/scientific-contributions/G-Duc-39113742

| Personendaten    | Personendaten                                       |
| ---------------- | --------------------------------------------------- |
| NAME             | Duc, Gabriel                                        |
| KURZBESCHREIBUNG | Schweizer Kinderarzt und Professor für Neonatologie |
| GEBURTSDATUM     | 18. Januar 1932                                     |
| STERBEDATUM      | 27. Januar 2021                                     |